# 울릉대지
울릉대지(Ulleung Plateau)는 동, 서로 분할되어 있는 한국대지의 동쪽 부분에 있는 해저대지이다.

## 해양지명
수로업무법 제33조의4 제1항의 규정에 의거 해양지명위원회에서 심의·결정한 해양지명은 다음과 같다.
- 제정 해양지명 : 울릉대지
- 대표위치(WGS-84) : 38-12N 131-26E
- 범위 : 동, 서로 분할되어 있는 한국대지의 동쪽 부분의 해저대지로서 서단은 38-12N, 130-49E, 남단은 37-38N, 131-09E, 동단은 38-10N, 132-10E, 북단은 38-47.5N, 131-20E(개위) 지점임

## 국제등재
제30차 국제 해저지명소위원회(SCUFN)에서 국제등재되었다.